# Microregione di Euclides da Cunha
Euclides da Cunha è una microregione dello Stato di Bahia in Brasile, appartenente alla mesoregione di Nordeste Baiano.

## Comuni
Comprende 9 municipi:
- Cansanção
- Canudos
- Euclides da Cunha
- Monte Santo
- Nordestina
- Queimadas
- Quijingue
- Tucano
- Uauá